# سعید شنقریحه
سعید شنقریحه (عربی: سعيد شنقريحة؛ زادهٔ ۱ اوت ۱۹۴۵) فرمانده نظامی و سیاست‌مدار اهل الجزایر است، که هم‌اکنون به‌عنوان رئیس ستاد کل نیروهای مسلح ملی خلق الجزایر فعالیت می‌کند.